# Leptodon
Leptodon – rodzaj ptaków z podrodziny orłosępów (Gypaetinae) w obrębie rodziny jastrzębiowatych (Accipitridae).

## Rozmieszczenie geograficzne
Rodzaj obejmuje gatunki występujące w Ameryce.

## Morfologia
Długość ciała 43–54 cm, rozpiętość skrzydeł 90–110 cm; masa ciała samic 416–643 g, samców 415–580 g.

## Systematyka
Rodzaj zdefiniował w 1836 roku szwedzki zoolog Carl Jakob Sundevall w artykule zatytułowanym Systematyka ornitologiczna, opublikowanym w czasopiśmie „Kungliga Svenska Vetenskapsakademiens Handlingar”. Gatunkiem typowym jest (oznaczenie monotypowe) leptodon szarogłowy (F. cayanensis).

### Etymologia
- Leptodon: gr. λεπτος leptos ‘drobny, smukły’; οδων odōn, οδοντος odontos ‘ząb’[9].
- Cymindis (Cymindes, Cymindus): gr. κυμινδις kumindis lub κυβινδις kubindis ‘niezidentyfikowany ptak’, prawdopodobnie mityczny, ale być może ptak w rodzaju sowy lub ptaka drapieżnego[10]. Gatunek typowy (oznaczenie monotypowe): Falco cayennensis J.F. Gmelin, 1788 (= Falco cayanensis Latham, 1790).
- Odontriorchis (Odonthriorchis): gr. οδους odous, οδοντος odontos ‘ząb’; τριορχης triorkhēs ‘myszołów’, od τρεις treis, τρια tria ‘trzy’; ορχις orkhis ‘jądro’[11]. Gatunek typowy (oznaczenie monotypowe): Falco cayanensis Latham, 1790.
- Micraetus: gr. μικρος mikros ‘mały’; αετος aetos ‘orzeł’[12]. Gatunek typowy (oznaczenie monotypowe): Micraetus holmbergianus Bertoni, 1901 (= Falco cayanensis Latham, 1790).

## Podział systematyczny
Do rodzaju należą następujące gatunki.
- Leptodon cayanensis (Latham, 1790) – leptodon szarogłowy
- Leptodon forbesi (Swann, 1922) – leptodon białogłowy